# Giuseppe Galasso
Giuseppe Galasso (ur. 19 listopada 1929 w Neapolu, zm. 12 lutego 2018 w Pozzuoli) – włoski historyk, nauczyciel akademicki i polityk, deputowany, podsekretarz stanu.

## Życiorys
Ukończył studia humanistyczne na Uniwersytecie Neapolitańskim im. Fryderyka II. Został nauczycielem akademickim, specjalizując się w zagadnieniach z zakresu epoki nowożytnej. Wykładał na uczelniach w Salerno i Cagliari, podjął także pracę na macierzystym uniwersytecie. W latach 1966–2005 zajmował na nim stanowisko profesora. W latach 1972–1979 stał na czele wydziału literatury i filozofii. Był również profesorem na Università degli Studi „Suor Orsola Benincasa”. Członek m.in. Accademia Nazionale dei Lincei. Publikował na łamach „Corriere della Sera” i „La Stampa”. Autor licznych publikacji naukowych, m.in. poświęconych historii Mezzogiorno.
Prowadził także aktywną działalność polityczną w ramach Włoskiej Partii Republikańskiej. W latach 1970–1993 był radnym miejskim w Neapolu, w latach 1970–1973 pełnił funkcję asesora do spraw edukacji we władzach miejskich. W 1975 otrzymał nominację na urząd burmistrza, zrezygnował jednak wobec niemożności uzyskania większości koalicyjnej. W latach 1978–1983 był prezesem Biennale w Wenecji.
Od 1983 do 1994 sprawował mandat posła do Izby Deputowanych IX, X i XI kadencji. Między 1983 a 1987 pełnił funkcję podsekretarza stanu w resorcie kultury, zaś między 1988 a 1991 był podsekretarzem stanu przy ministrze bez teki. W 1991 został wyznaczony na ministra kultury w rządzie Giulia Andreottiego, jednak republikanie opuścili koalicję jeszcze przed zaprzysiężeniem członków gabinetu.